# Vera Sjimanskaja
Vera Sjimanskaja (ryska: Вера Владимировна Шиманская), född den 10 april 1981 i Moskva, Ryssland, är en rysk gymnast.
Hon tog OS-guld i rytmisk gymnastik för trupper i samband med de olympiska gymnastiktävlingarna 2000 i Sydney.